# Joanna Ausmann
Joanna Linnea Ausmann, född 6 mars 1986 i Lidingö, är en svensk tandläkare och tidigare basketspelare (forward).
Ausmann, med KFUM Lidingö Basket som moderklubb, spelade två säsonger i Northeastern Huskies vid Northeastern University i Boston 2005–2007 och kom därefter till Visby Ladies 2007. Hon gick över till Eos Lund IK när hon 2008 inledde tandläkarstudier i Malmö. Hon har även meriter från både seniorlandslaget och U20-landslaget. Svenska Basketbollförbundet tilldelade henne Jan Jacobsenstipendiet 2010. Hon är sedan 2013 verksam som tandläkare.